# 7 Years
"7 Years" is een single uit 2015 van de Deense band Lukas Graham van zijn tweede studioalbum Lukas Graham (Blue Album). Het nummer is op 18 september 2015 uitgebracht als muziekdownload door Copenhagen Records. "7 Years" is geschreven door Lukas Forchhammer, Stefan Forrest, Morten Ristorp en Morten Pilegaard.

## Achtergrondinformatie
Het nummer behaalde de nummer-1 positie in Australië, België, Canada, Denemarken, Engeland, Ierland, Nieuw-Zeeland, Oostenrijk en Zweden. Ook in andere Europese landen behaalde het nummer een plek binnen de top-10.

## Videoclip
De bijhorende videoclip verscheen op 15 december 2015. De videoclip is meer dan 1 miljard keer bekeken op YouTube.

## Tracklijst
| Nr. | Titel   | Duur |
| --- | ------- | ---- |
| 1.  | 7 Years | 3:59 |

| Nr. | Titel                            | Duur |
| --- | -------------------------------- | ---- |
| 1.  | 7 Years                          | 3:59 |
| 2.  | 7 Years (live vanuit Denemarken) |      |

## Hitnoteringen

### Nederlandse Top 40
| Hitnotering: 05-12-2015 t/m 28-05-2016 | Hitnotering: 05-12-2015 t/m 28-05-2016 | Hitnotering: 05-12-2015 t/m 28-05-2016 | Hitnotering: 05-12-2015 t/m 28-05-2016 | Hitnotering: 05-12-2015 t/m 28-05-2016 | Hitnotering: 05-12-2015 t/m 28-05-2016 | Hitnotering: 05-12-2015 t/m 28-05-2016 | Hitnotering: 05-12-2015 t/m 28-05-2016 | Hitnotering: 05-12-2015 t/m 28-05-2016 | Hitnotering: 05-12-2015 t/m 28-05-2016 | Hitnotering: 05-12-2015 t/m 28-05-2016 | Hitnotering: 05-12-2015 t/m 28-05-2016 | Hitnotering: 05-12-2015 t/m 28-05-2016 | Hitnotering: 05-12-2015 t/m 28-05-2016 | Hitnotering: 05-12-2015 t/m 28-05-2016 |
| Week:                                  | 1                                      | 2                                      | 3                                      | 4                                      | 5                                      | 6                                      | 7                                      | 8                                      | 9                                      | 10                                     | 11                                     | 12                                     | 13                                     | 14                                     |
| -------------------------------------- | -------------------------------------- | -------------------------------------- | -------------------------------------- | -------------------------------------- | -------------------------------------- | -------------------------------------- | -------------------------------------- | -------------------------------------- | -------------------------------------- | -------------------------------------- | -------------------------------------- | -------------------------------------- | -------------------------------------- | -------------------------------------- |
| Positie:                               | 23                                     | 8                                      | 5                                      | 6                                      | 5                                      | 4                                      | 3                                      | 2                                      | 1                                      | 1                                      | 2                                      | 3                                      | 5                                      | 6                                      |
| Week:                                  | 15                                     | 16                                     | 17                                     | 18                                     | 19                                     | 20                                     | 21                                     | 22                                     | 23                                     | 24                                     | 25                                     | 26                                     |                                        |                                        |
| Positie:                               | 6                                      | 5                                      | 8                                      | 8                                      | 12                                     | 15                                     | 19                                     | 20                                     | 21                                     | 25                                     | 30                                     | 34                                     | uit                                    |                                        |

### NederlandseSingle Top 100
| Hitnotering: 14-11-2015 t/m 20-08-2016 | Hitnotering: 14-11-2015 t/m 20-08-2016 | Hitnotering: 14-11-2015 t/m 20-08-2016 | Hitnotering: 14-11-2015 t/m 20-08-2016 | Hitnotering: 14-11-2015 t/m 20-08-2016 | Hitnotering: 14-11-2015 t/m 20-08-2016 | Hitnotering: 14-11-2015 t/m 20-08-2016 | Hitnotering: 14-11-2015 t/m 20-08-2016 | Hitnotering: 14-11-2015 t/m 20-08-2016 | Hitnotering: 14-11-2015 t/m 20-08-2016 | Hitnotering: 14-11-2015 t/m 20-08-2016 | Hitnotering: 14-11-2015 t/m 20-08-2016 | Hitnotering: 14-11-2015 t/m 20-08-2016 | Hitnotering: 14-11-2015 t/m 20-08-2016 | Hitnotering: 14-11-2015 t/m 20-08-2016 | Hitnotering: 14-11-2015 t/m 20-08-2016 | Hitnotering: 14-11-2015 t/m 20-08-2016 | Hitnotering: 14-11-2015 t/m 20-08-2016 | Hitnotering: 14-11-2015 t/m 20-08-2016 | Hitnotering: 14-11-2015 t/m 20-08-2016 | Hitnotering: 14-11-2015 t/m 20-08-2016 | Hitnotering: 14-11-2015 t/m 20-08-2016 |
| Week:                                  | 1                                      | 2                                      | 3                                      | 4                                      | 5                                      | 6                                      | 7                                      | 8                                      | 9                                      | 10                                     | 11                                     | 12                                     | 13                                     | 14                                     | 15                                     | 16                                     | 17                                     | 18                                     | 19                                     | 20                                     | 21                                     |
| -------------------------------------- | -------------------------------------- | -------------------------------------- | -------------------------------------- | -------------------------------------- | -------------------------------------- | -------------------------------------- | -------------------------------------- | -------------------------------------- | -------------------------------------- | -------------------------------------- | -------------------------------------- | -------------------------------------- | -------------------------------------- | -------------------------------------- | -------------------------------------- | -------------------------------------- | -------------------------------------- | -------------------------------------- | -------------------------------------- | -------------------------------------- | -------------------------------------- |
| Positie:                               | 69                                     | 63                                     | 50                                     | 14                                     | 6                                      | 5                                      | 6                                      | 6                                      | 4                                      | 4                                      | 4                                      | 3                                      | 4                                      | 6                                      | 8                                      | 9                                      | 9                                      | 9                                      | 9                                      | 10                                     | 9                                      |
| Week:                                  | 22                                     | 23                                     | 24                                     | 25                                     | 26                                     | 27                                     | 28                                     | 29                                     | 30                                     | 31                                     | 32                                     | 33                                     | 34                                     | 35                                     | 36                                     | 37                                     | 38                                     | 39                                     | 40                                     | 41                                     |                                        |
| Positie:                               | 12                                     | 14                                     | 17                                     | 19                                     | 20                                     | 28                                     | 32                                     | 37                                     | 40                                     | 44                                     | 52                                     | 62                                     | 67                                     | 70                                     | 78                                     | 80                                     | 77                                     | 77                                     | 89                                     | 94                                     | uit                                    |

### 3FM Mega Top 50
| Hitnotering: 28-11-2015 t/m 11-06-2016 | Hitnotering: 28-11-2015 t/m 11-06-2016 | Hitnotering: 28-11-2015 t/m 11-06-2016 | Hitnotering: 28-11-2015 t/m 11-06-2016 | Hitnotering: 28-11-2015 t/m 11-06-2016 | Hitnotering: 28-11-2015 t/m 11-06-2016 | Hitnotering: 28-11-2015 t/m 11-06-2016 | Hitnotering: 28-11-2015 t/m 11-06-2016 | Hitnotering: 28-11-2015 t/m 11-06-2016 | Hitnotering: 28-11-2015 t/m 11-06-2016 | Hitnotering: 28-11-2015 t/m 11-06-2016 | Hitnotering: 28-11-2015 t/m 11-06-2016 | Hitnotering: 28-11-2015 t/m 11-06-2016 | Hitnotering: 28-11-2015 t/m 11-06-2016 | Hitnotering: 28-11-2015 t/m 11-06-2016 | Hitnotering: 28-11-2015 t/m 11-06-2016 |
| Week:                                  | 1                                      | 2                                      | 3                                      | 4                                      | 5                                      | 6                                      | 7                                      | 8                                      | 9                                      | 10                                     | 11                                     | 12                                     | 13                                     | 14                                     | 15                                     |
| -------------------------------------- | -------------------------------------- | -------------------------------------- | -------------------------------------- | -------------------------------------- | -------------------------------------- | -------------------------------------- | -------------------------------------- | -------------------------------------- | -------------------------------------- | -------------------------------------- | -------------------------------------- | -------------------------------------- | -------------------------------------- | -------------------------------------- | -------------------------------------- |
| Positie:                               | 50                                     | 19                                     | 6                                      | 6                                      | 4                                      | 4                                      | 4                                      | 4                                      | 1                                      | 2                                      | 2                                      | 3                                      | 5                                      | 5                                      | 6                                      |
| Week:                                  | 16                                     | 17                                     | 18                                     | 19                                     | 20                                     | 21                                     | 22                                     | 23                                     | 24                                     | 25                                     | 26                                     | 27                                     | 28                                     | 29                                     |                                        |
| Positie:                               | 10                                     | 9                                      | 10                                     | 10                                     | 12                                     | 15                                     | 18                                     | 21                                     | 22                                     | 23                                     | 26                                     | 28                                     | 28                                     | 40                                     | uit                                    |

### VlaamseUltratop 50
| Hitnotering: 02-01-2016 t/m 02-07-2016 | Hitnotering: 02-01-2016 t/m 02-07-2016 | Hitnotering: 02-01-2016 t/m 02-07-2016 | Hitnotering: 02-01-2016 t/m 02-07-2016 | Hitnotering: 02-01-2016 t/m 02-07-2016 | Hitnotering: 02-01-2016 t/m 02-07-2016 | Hitnotering: 02-01-2016 t/m 02-07-2016 | Hitnotering: 02-01-2016 t/m 02-07-2016 | Hitnotering: 02-01-2016 t/m 02-07-2016 | Hitnotering: 02-01-2016 t/m 02-07-2016 | Hitnotering: 02-01-2016 t/m 02-07-2016 | Hitnotering: 02-01-2016 t/m 02-07-2016 | Hitnotering: 02-01-2016 t/m 02-07-2016 | Hitnotering: 02-01-2016 t/m 02-07-2016 | Hitnotering: 02-01-2016 t/m 02-07-2016 |
| Week:                                  | 1                                      | 2                                      | 3                                      | 4                                      | 5                                      | 6                                      | 7                                      | 8                                      | 9                                      | 10                                     | 11                                     | 12                                     | 13                                     | 14                                     |
| -------------------------------------- | -------------------------------------- | -------------------------------------- | -------------------------------------- | -------------------------------------- | -------------------------------------- | -------------------------------------- | -------------------------------------- | -------------------------------------- | -------------------------------------- | -------------------------------------- | -------------------------------------- | -------------------------------------- | -------------------------------------- | -------------------------------------- |
| Positie:                               | 24                                     | 13                                     | 3                                      | 2                                      | 1                                      | 1                                      | 1                                      | 1                                      | 1                                      | 1                                      | 1                                      | 2                                      | 1                                      | 1                                      |
| Week:                                  | 15                                     | 16                                     | 17                                     | 18                                     | 19                                     | 20                                     | 21                                     | 22                                     | 23                                     | 24                                     | 25                                     | 26                                     | 27                                     |                                        |
| Positie:                               | 1                                      | 2                                      | 3                                      | 9                                      | 10                                     | 15                                     | 20                                     | 22                                     | 30                                     | 45                                     | 36                                     | 44                                     | 44                                     | uit                                    |

### NPO Radio 2 Top 2000
| Nummer met noteringen in de NPO Radio 2 Top 2000 | '16 | '17  | '18  | '19  | '20  | '21  | '22  | '23  | '24  |
| ------------------------------------------------ | --- | ---- | ---- | ---- | ---- | ---- | ---- | ---- | ---- |
| 7 Years                                          | 880 | 1510 | 1671 | 1820 | 1960 | 1545 | 1471 | 1482 | 1413 |

1. ↑  Een vetgedrukt getal geeft de hoogste notering aan.
2. ↑  2016 was het eerste jaar met een notering voor dit nummer.

## Releasedata
| Land       | Releasedatum      | Formaat        | Label       |
| ---------- | ----------------- | -------------- | ----------- |
| Denemarken | 18 september 2015 | Muziekdownload | Copenhagen  |
| Wereldwijd | 22 oktober 2015   | Muziekdownload | Warner Bros |